# Виробнича система Тойота
Виробнича система «Тойоти» (англ. Toyota Production System – TPS) — виробнича концепція компанії «Тойота», яку було створено головою ради директорів Toyota Spinning and Weaving Таїті Оно. Вона орієнтована на повне виключення втрат та ґрунтується на двох принципах: принципі саме вчасно та автономізації – «дзідока».

## Історія
Компанія Тойота займалася розробкою виробничої системи з самого початку свого заснування. У період з 1911 по 1930 рр. система сформувалась завдяки Сакіті Тойода – японському підприємцю та винахіднику, що запровадив крім її двох головних принципів ще й правило «п'ять чому» (коли аби вирішити проблему, п'ять разів задають питання чому, та визначають таким чином причинно-наслідковий зв'язок процесу, що призвів до проблеми).
У 1948 року Кіітіро Тойода вперше запровадив у виробничу систему свій принцип «саме вчасно». У період з 1932 по 1959 рр., завдяки зусиллям Таїті Оно, система доповнилася ще й системою управління виробництвом «канбан» та концепцією «ощадливе виробництво». А впродовж 1955-1982 рр., Сигео Синго доповнив виробничу систему методом швидкого переналагодження «SMED» та захистом від дурня «Poka-yoke».

## Як працює система
Першим кроком до застосування виробничої системи «Тойоти» є повна ідентифікація втрат. Всього виділяють їх вісім різновидів:
- втрати через перевиробництво;
- втрати часу через очікування;
- втрати через непотрібне транспортування;
- втрати через зайві етапи обробки;
- втрати через зайві запаси;
- втрати через непотрібні переміщення;
- втрати через випуск дефектної продукції.

Усунення цих втрат значно підвищує ефективність роботи підприємства. Аби домогтися цього, необхідно проводити лише необхідну кількість виробів, звільнивши, таким чином, надлишкову робочу силу. Основною метою в боротьбі з втратами стає зниження витрат за рахунок скорочення робочої сили та запасів, виявлення додаткових можливостей обладнання і поступового зниження непрямих втрат. Завдяки виробничій системі «Тойота» можна чітко виявити наявність надлишкової робочої сили.

## П'ять запитань
Щоб виявити будь-яку проблему на виробництві, потрібно п'ять разів поставити запитання «Чому?» (Why), що позначається як 5W. Таким чином можна дістатися до суті проблеми, яка часто ховається за іншими причинами, що лежать на поверхні.
Рішення (або «Як?» - how-to) позначається як 1H. Таким чином, п'ять «Чому?» дорівнюють одному «Як?» (5W = 1H). Першопричина (real cause) – глибинна причина, що ховається під «причиною» проблеми. У кожному разі ми повинні докопатися до справжньої причини, п'ять разів задаючи питання: «Чому?». В іншому випадку не можна прийняти контрзаходи та по-справжньому вирішити проблему.

## Канбан
Система «Тойоти» працює на принципі повного усунення надвиробництва, викликаного накопиченням складських запасів та пов'язаними з цим витратами на оплату праці робітників, землі та будівель.
Аби цього досягти, використовується система «канбан», в якій кожний наступний процес точно вчасно отримує необхідні йому деталі від попереднього процесу. Тому виробничі процеси, що працюють за принципом «якраз вчасно», не потребують додаткових складських запасів.
Якщо на попередньому процесі виробляються дефектні деталі, робочий на наступному процесі змушений зупинити виробничу лінію. Більш того, всі бачать, коли саме це відбувається, і дефектна деталь повертається на попередній процес. Це дуже неприємна ситуація, сенс якої полягає в тому, щоб запобігти повторній появі подібного дефекту. Для цього контейнери з деталями, які підвозяться до виробничої лінії, забезпечуються спеціальними картками – «канбаном».
При цьому основними функціями «канбана» є:
- Надання інформації про місце та час отримання, транспортування продукції.
- Надання інформації про саму продукцію.
- Запобігання надвиробництва та використання зайвого транспорту.
- Використання в якості замовлення на роботу.
- Запобігання виробництва дефектної продукції, шляхом виявлення, на якому саме етапі з'являються дефекти.
- Виявлення існуючих проблем та допомога у контролюванні обсягів виробництва.

«Канбан» супроводжує продукцію та є важливим засобом комунікації в рамках системи оперативної поставки вузлів.

## Захист від дурня
«Автономізація – Предавтоматизація – Автоматизація з елементом інтелекту або з урахуванням людського фактора» – автоматичне припинення ненормального перебігу виробничого процесу (наприклад, зупинка виробничої лінії або верстата), щоб не допустити виробництво дефектної продукції або перевиробництва.
На всіх заводах компанії обладнання, як нове, так і старе, укомплектовано різними запобіжними механізмами, системами зупинки, пристосуваннями для швидкого переналагодження та пристроями «захисту від дурня» (японською «бака-еке» або «baka-yoke») для запобігання помилок.
Кілька прикладів принципів роботи пристроїв «захисту від дурня»:
- При помилці в робочому процесі деталь не буде підходити до інструменту.
- Якщо на деталі виявлено дефект, верстат не вмикається.
- При помилці в робочому процесі верстат не почне обробку деталі.
- При помилках в робочому процесі або пропуску однієї з операцій автоматично вносяться поправки та обробка триває.
- Наявність порушень на більш ранніх етапах перевіряється на більш пізніх, щоб запобігти дефектам.
- При пропуску однієї операції наступний етап не почнеться.

## Використання системи на сучасному виробництві
Менеджмент виробничої системи компанії «Toyota» активно застосовується у виробництві та управлінні на сучасних японських підприємствах. Він включає в себе цілий набір інструментів, основними з яких є:
- Принцип «якраз вчасно»;
- Система засобів передачі інформації «Канбан»;
- Система ініціації та позбавлення від семи видів втрат;
- Система 5W (5 Why);
- Система стандартизації та раціоналізації, необхідна для уникнення втрат, неузгодженості та недоцільності в моделі «муда-мура-мурі»;
- Формування щомісячного графіка виробництва;
- Система світлових сигналів електронного табло «Andon»;
- Автоматичне припинення ненормального перебігу виробничого процесу по схемі «Автономізація – Предавтоматізація – Автоматизація з елементом інтелекту або з урахуванням людського фактора»;
- Пристрої «захисту від дурня» («Baka-yoke»);
- «Візуальне управління», або «управління за сигналами» («Visual control», «Management by sight») в автономізованій системі;
- Вирівнювання виробництва – «Production leveling»;
- Захист від ненавмисного порушення «Poka-yoke».

Дані інструменти менеджменту виробничої системи компанії «Тойота» знаходять своє відображення в системі японського кадрового менеджменту, а також є його особливостями. У співробітників, зайнятих в процесі виробництва відповідно до даної системи, формується особливе мислення і стиль роботи. Реалізація системи TPS означає прагнення до безперебійного виробництва, оперативного визначення та позбавлення від всіляких втрат, дотримання розкладу відповідно до принципу «саме вчасно» та графіку виробництва, а також розуміння суті та реальних причин виникнення втрат з метою захисту від їх повторного виникнення.